# Привреда Португала
Португалска привреда је тешко трпела због револуције 1974. године као и због колонијоналног рата у Африци и губитка прихода из колонија. Опоравак земље, који је сада у току, подстакнут је чланством у Европској унији. Пољопривреда чија је производња слаба, запошљава једва четвртину активног становништва. Мала газдинства поликултуре (кукуруз, кромпир, вино) насупрот су оним, јако распрострањеним на југу (житарице, узгој оваца и говеда). Земља извози вино, поврће и воће, дрво и плуту, али зато увози житарице и рибу. Индустријси сектор се развио. Текстилна индустрија предњачи са четвртином запослених у индустрији, а затим следе конфекцијска индустрија, металургија, монтажа аутомобила, електронска, кожна, дрвна и прехрамбена индустрија. Туризам и одлазак у емиграцију не доводи у равнотежу баланс исплата. Увоз увелико превазилази извоз, и земља је у дуговима. Стопа незапослености је још увек релативно ниска, али је инфлација висока. Улазећи почетком 1986. у Европску економску заједницу, Португал је нашла своје трговинске партнере, који играју важну улогу у увозу.

### Пољопривреда
Претежно пољопривредна привреда Португала има размерно ниску производњу. Мали сеоски поседи на северу ограничавају могућност увођења модерних метода. Велики поседи су на југу земље (латифундиа) национализоивани 1975. године, али још нису модернизовани. Главни производи су пшеница и кукуруз, али се свејдно велике количине још увек морају увозити. Од воћа се истиче урод смокве и маслине. Вино је уз парадајз и плуто, највазнија извозна роба. Такође се извози дрвна грађа и пулпа.

### Индустрија
Португал има мале залихе енергије. Увозе се плин и нафта, а главни део електричне енергије дају хидроелектране. Извозе се мале количине волфрама, бакарног пирита и каолина. Мануфактура добија на важности. Тешка индустрија углавном бродоградилишта у Лисабону, страдала је због пада потражње. Најважније гране лаке индустрије су уједно и извозне гране, прерада дувана, конзервисање рибе, те израда црепова, одевних предмета, текстила и папира.